# Powhatan (Arkansas)
Powhatan é uma cidade  localizada no estado americano de Arkansas, no Condado de Lawrence.

## Demografia
Segundo o censo americano de 2000, a sua população era de 50 habitantes.
Em 2006, foi estimada uma população de 48, um decréscimo de 2 (-4.0%).

## Geografia
De acordo com o United States Census Bureau, a localidade tem uma área de 0,3 km², sem área coberta por água.

## Localidades na vizinhança
O diagrama seguinte representa as localidades num raio de 16 km ao redor de Powhatan.